# Яніна Моравська
Яніна Моравська (*27 квітня 1897 — †15 жовтня 1970) — сучасна польська письменниця, авторка театральних досліджень.

## Біографія
Яніна Моравська народилась у Харкові 27 квітня 1897 року і була дочкою Станіслава Серковського і Владислави Франківської. З 1914 року жила у Варшаві, де вивчала польську філологію. У 1916 вийшла заміж за Францішка Моравського, архітектора. Займалась літературною журналістикою та писала п'єси. Почала працювати на радіостанції Варшава Польського радіо близько 1935 року. Написала потім приблизно 30 радіопередач, і серед них славилось найбільшою популярністю «Місто Санта Крус». В 1935 році на літературному конкурсі Польського Радіо отримала I нагороду за радіопостановку «Трави і камені». Під час окупації належала до Армії Крайової. У 1945–1947 — літературний керівник Міського театру у Варшаві. У 1947 році переїхала до Познаня. Займалась театральною критикою, відгуки і статті були опубліковані у «Głos Wielkopolski» та « Gazeta Poznańska». У 1952–1958 роках була літературним керівником Державного театру актора і ляльки «Марцінек». Активно брала участь в роботі аматорського театрального руху у Великопо́льщі. Літературний керівник театрального колективу при Воєводському Домі культури. Померла 15 жовтня 1970 року в Познані.
Мала дітей: Яніну (1917–1939), Марка (нар.1920) і Марію (нар.1934).
Її літературним дебютом було популярне есе «Про поетів і поезію» (1917). Також писала дитячі театральні п'єси, які були поставлені молодіжним театром «Ластівка» (1930). У 1932 у Варшаві, в експериментальному театрі ім. Стефана Жеромського, була поставлена її драма Sobowtór. Після війни, працюючи в театрі «Марцінек», написала кілька оригінальних лялькових п'єс і адаптацій, які славились найбільшим успіхом і показувались часто у Познані та інших містах. Підготувала шоу для дітей Дозвольте нам мріяти (1965), на основі фрагментів книг Януша Корчака.